# Descendants of the Sun
Descendants of the Sun este un film serial sud coreean din anul 2016 produs de postul KBS2.

## Cast
- Song Joong-ki - Yoo Si-jin
- Song Hye-kyo - Kang Mo-yeon
- Kim Ji-won - Yoon Myeong-joo
- Jin Goo - Seo Dae-young